# Спаси меня (фильм, 2007)
«Спаси меня» (англ. Save Me) — фильм-драма режиссёра Роберта Кэри, затрагивающий тему отношения христианства к гомосексуальности. В 2009 году картина номинировалась на награду GLAAD Media Awards.

## Сюжет
Главный герой Марк пристрастился к наркотикам и погряз в беспорядочных половых связях. Его образ жизни очень беспокоит членов семьи, которые хотят оградить молодого человека от греха. Они решили определить Марка в христианский центр «Генезис Хаус», который специализируется на лечении гомосексуальности. Здесь он знакомится с другими участниками программы, которых лечат в основном молитвой. В коммуне Марк сближается со Скоттом, беспутство которого очень беспокоит Гэйл, хозяйку заведения. У Гэйл есть маленькая тайна: её сын, гей, покончил с собой после того, как был отвергнут матерью после слов «я не хочу жить по законам Господа». Скотт обвиняет Гэйл в том, что она не настолько сильна и бескорыстна, как пытается казаться, и не в состоянии предотвратить реальную беду. Дни, проведённые в религиозной коммуне, позволили Марку переосмыслить свою жизнь и понять, что Бог не там, где о нём много говорят, а там где есть любовь. Герой покидает центр, так как решил для себя, что не может жить иначе.

## В ролях
| Актёр           | Роль   |
| --------------- | ------ |
| Джереми Глейзер | Трей   |
| Чед Аллен       | Марк   |
| Дэвид Петруцци  | Дастин |
| Стивен Лэнг     | Тэд    |
| Джудит Лайт     | Гэйл   |

## Критика
На Rotten Tomatoes по состоянию на май 2012 года фильм имеет 66-процентный «свежий» рейтинг (подсчитан на основе отзывов 32-х рецензентов) со средним баллом 6.0 из 10 возможных.